# Seis de Noviembre
Seis de Noviembre är en ort i Mexiko.   Den ligger i kommunen Huitiupán och delstaten Chiapas, i den sydöstra delen av landet, 700 km öster om huvudstaden Mexico City. Seis de Noviembre ligger 426 meter över havet och antalet invånare är 146.
Terrängen runt Seis de Noviembre är kuperad åt sydost, men åt nordväst är den bergig. Seis de Noviembre ligger nere i en dal. Runt Seis de Noviembre är det ganska tätbefolkat, med 104 invånare per kvadratkilometer. Närmaste större samhälle är Simojovel de Allende, 12,1 km söder om Seis de Noviembre. Omgivningarna runt Seis de Noviembre är en mosaik av jordbruksmark och naturlig växtlighet.